# Ted Richmond
Ted Richmond (* 10. Juni 1910 in New Bedford, Massachusetts; † 23. Dezember 2013 in Paris, Frankreich) war ein US-amerikanischer Filmproduzent.

## Leben und Wirken
Richmond begann seine Kinolaufbahn als Platzanweiser in einem Lichtspieltheater. Noch in den 1930er Jahren bekam er in Hollywood von winzigen Produktionsfirmen Jobs als Storylieferant und Regieassistent (z. B. bei Phantom Ranger (1938), Two Gun Justice (1938), Trigger Pals (1939), Six-Gun Rhythm (1939) und 1940 als Produktionsleiter bei The Last Alarm). In der zweiten Jahreshälfte 1940 ließ eine kleine Produktionsfirma ihn unter dem Namen T. H. Richmond mit Caught in the Act seinen ersten Film herstellen. Anschließend produzierte Richmond Billigstfilme für die Monogram Studios und die Universal, ehe er 1944 zu Columbia Pictures wechselte. Zum Jahresbeginn 1950 wurden die Universal Studios sein langjähriger Arbeitgeber. Richmonds Produktionsoeuvre umfasste in seiner frühen Schaffensperiode billig hergestellte Krimis ebenso wie Lustspiele und Abenteuergeschichten, die eine oder andere Horrormär (wie etwa Hinter den Mauern des Grauens mit Charles Laughton und Boris Karloff) ebenso wie auch (vor allem in den 1950er Jahren) eine Fülle von Standard-Western.
Nach langen Jahren als B-Film-Produzent gelang Ted Richmond im Laufe der ausgehenden 1950er Jahre allmählich der Aufstieg in die A-Liga. Seine ambitionierteste Produktion wurde der Monumentalfilm Salomon und die Königin von Saba, den er zum Jahresende 1958 für die Edward Small Productions herstellte. Anschließend wechselte Ted Richmond zu MGM und stellte für die Major Company glatte und gefällige Massenunterhaltung wie die Bob-Hope-Komödie Junggeselle im Paradies oder das Presley-Vehikel Ob blond – ob braun her. Er zeichnete vor allem für konventionelle Filmware mit Altstars wie Yul Brynner, Glenn Ford, Robert Mitchum und Charles Bronson verantwortlich. In späten Jahren führte Richmonds Zusammenarbeit mit Robert Dorfmanns Pariser Corona-Film dazu, dass seine Filme immer häufiger außerhalb Hollywoods entstanden. Sein und Dorfmanns größte Erfolg wurde 1973 das monumentale Ausbrecherdrama Papillon. Mit dem zweiten Steiner-Kriegsfilm beendete Ted Richmond zum Ende des Jahrzehnts seine Produktionstätigkeit. Er zog sich mit seiner Frau Asuko nach Paris zurück und blieb dort die kommenden 30 Jahre bis zu seinem Tod im Alter von 103 Jahren ansässig.

## Filmografie (Auswahl)
- 1940: Caught in the Act
- 1941: South of Panama
- 1941: Jungle Man
- 1941: Blonde Comet
- 1942: She’s in the Army
- 1944: Kansas City Kitty
- 1944: Behind Closed Doors
- 1945: Youth on Trial
- 1945: Blonde from Brooklyn
- 1945: Hit the Hay
- 1946: Night Editor
- 1946: Dangerous Business
- 1946: Blackie and the Law
- 1947: Blind Spot
- 1947: King of the Wild Horses
- 1947: The Lone Wolf in London
- 1948: Above All Laws
- 1948: Best Man Wins
- 1948: Thunderhoof
- 1949: The Big Deal
- 1949: Blondie Hits the Jackpot
- 1949: Holiday in Havana
- 1950: Ohne Skrupel (Shakedown)
- 1950: Blondie’s Hero
- 1950: Reiter ohne Gnade (Kansas Raiders)
- 1951: Piraten von Macao (Smuggler’s Island)
- 1951: Ein Wochenende mit Papa (Week-End with Father)
- 1951: Hinter den Mauern des Grauens (The Strange Door)
- 1952: Flucht vor dem Tode (The Cimarron Kid)
- 1952: Hat jemand meine Braut gesehen? (Has Anybody Seen My Gal)
- 1952: Bonzo Goes to College
- 1952: Bronco Buster
- 1953: Strandgut (Forbidden)
- 1953: Kolonne Süd (Column South)
- 1953: Der Legionär der Sahara (Desert Legion)
- 1953: Die Welt gehört ihm (The Mississippi Gambler)
- 1954: Aufruhr in Laramie (Rails Into Laramie)
- 1954: Gewehre für Bengali (Bengal Brigade)
- 1955: Count Three and Pray
- 1956: Wenn die Nacht anbricht (Nightfall)
- 1957: Die Angst hat tausend Namen (Abandon Ship!)
- 1959: Salomon und die Königin von Saba (Solomon and Sheba)
- 1961: Junggeselle im Paradies (Bachelor in Paradise)
- 1962: Flucht aus Zahrain (Escape From Zahrain)
- 1962: Ob blond – ob braun (It Happened at the World’s Fair)
- 1964: Helden ohne Hosen (Advance to the Rear)
- 1966: Die Rückkehr der glorreichen Sieben (Return of the Seven)
- 1968: Pancho Villa reitet (Villa Rides)
- 1971: Rivalen unter roter Sonne (Soleil rouge)
- 1973: Papillon
- 1978: Steiner – Das Eiserne Kreuz, 2. Teil
- 1979: Das Geheimnis der eisernen Maske (The 5th Musketeer)